# Olivia Barash
Olivia Barash (Miami, Florida, 11 de enero de 1965) es una actriz estadounidense. Como adulta, ha aparecido en películas, incluyendo la película de culto Repo Man, y en televisión como actriz infantil, incluyendo Little House on the Prairie, Los ángeles de Charlie, Soap, y como adulto en Fame, y St. Elsewhere. Ella también aparecido en el episodio piloto deThe Incredible Hulk (como una niña pequeña a la que Hulk salva de ahogarse en un lago).

## Carrera
Barash, quien creció en Nueva York, empezó a trabajar en la industria del entretenimiento a los 5 años de edad. Durante sus primeros años actuando, cantando y bailando en musicales clásicos en los escarios de Nueva York, Olivia protagonizó Gypsy como "Baby June" con Angela Lansbury. Fue la primera actriz infantil en ganar el aclamado New York Film Critics Circle Awards. Después de mudarse a Hollywood de adolescente junto a su familia, asistió a la Escuela Preparatoria Palisades Charter en Pacific Palisades y se graduó en 1982.
En 1983, Barash apareció en la portada del disco del DJ de Los Ángeles Rodney Bingenheimer "Rodney on the Roq" volume #3 como una adolescente uniformada de instituto en una clase. El álbum fue una colección de canciones punk rock y "new wave" que aparecían en el programa de radio de Bigenheimer en 106.7 KROQ en Los Angeles. En 1984, apareció como invitada en el programa de radio de Bingenheimer para promocionar Repo Man. 
Actualmente dirige y produce Fallout Entertainment: Friends Of The Viper Room. Este proyecto fue inspirado por sus experiencias trabajando en el club de Los Angeles The Viper Room a mediados de la década de los años 90.

## Filmografía seleccionada
- 2013 Blue Dream – Rachel Purviance
- 2009 Repo Chick – Empleada del Ferrocarril
- 2001 Perfecta Fit – Janet
- 1994 Floundering – Ruthie
- 1989 Grave Secrets – Darla
- 1989 21 Jump Street (televisión) – Becky
- 1988 Patty Hearst – Fahizah
- 1988 St. Elsewhere (televisión)- Annette
- 1987 Ohara (televisión) – Rita Riley
- 1981 Through The Magic Piramyd - Baketh